# افسانه سه برادر
افسانه سه برادر با عنوان اصلی نمایش عروسکی افسانه سه پادشاهی  (ژاپنی: 人形劇 三国志، روماجی: Ningyougeki Sangokushi، انگلیسی: Romance of the Three Kingdoms Puppet Show) نام مجموعه تلویزیونی عروسکی ژاپنی است که در ۶۸ قسمت ۴۵ دقیقه‌ای و بر اساس داستان معروف چینی داستان عاشقانه سه پادشاهی که بر پایهٔ رویدادهای سال‌های پایانی سلسله هان و پیش از آغاز دوره سه امپراتوری شو، وی و وو می‌باشد ساخته شده و از ۲ اکتبر ۱۹۸۲ تا ۲۴ مارس ۱۹۸۴ از شبکهٔ NHK ژاپن پخش شده‌است.

## داستان
داستان افسانه سه برادر در سال‌های پایانی سلسله هان اتفاق می‌افتد که دولت مرکزی دچار فساد بسیار شده و شورش‌های بسیاری همچون قیام دستار زردها، امپراتوری را به سوی نابودی پیش می‌برد. در این میان سه دلاور به نام‌های لیو بِی،  گوان یو و شانگ فِی با یکدیگر پیمان برادری بسته تا آرامش و عدالت را برقرار سازند. اما در مقابل آنها نخست وزیر سائو سائوی حیله‌گر قرار دارد که به مقابله با آنها پرداخته و جنگ‌های بسیاری همچون نبرد صخره سرخ میان آنها درمی‌گیرد.
در فاصلهٔ بین انقراض امپراتوری مقتدر هان که چین را برای قرن‌ها یکپارچه و متحد نگاه داشته بود، و برقراری وحدت توسط سلسلهٔ تانگ (که عصر زرین فرهنگ و ادب چینی را به وجود آوردند)، کشور چین به مدت ۴۰۰ سال دستخوش آشفتگی، چندپارگی، جنگ داخلی و درگیریهای تمام نشدنی حکومت‌های محلی بود. این دوره از تاریخ چین را عموماً مورخان با قرون وسطای اروپا مقایسه می‌کنند و شاعران چینی، به آن «دورهٔ مرارت» لقب داده‌اند. با این حال، دوره‌ای شصت ساله از این عصر هست (۲۲۱ تا ۲۸۰ میلادی) که در میان تودهٔ مردم چین، شهرت عجیبی دارد و مردم، قهرمانان این دوره را بهتر از هر بخش دیگری از تاریخ چین می‌شناسند. بر اثر نقل و رواج مجموعهٔ مشهوری از داستان‌ها و روایت‌های نیمه تاریخی- نیمه افسانه‌ای، این دوره در نظر مردم به عنوان عصر حماسه و دلاوری شناخته می‌شود. مجموعهٔ این داستان‌ها و افسانه‌ها یک نام دارد: افسانهٔ سه قلمرو یا افسانهٔ سه برادر.
ماجرا از یک غروب بهاری و یک باغ هلو شروع شد. جوانی بود از وفاداران به امپراتور، که آرزویش برگرداندن قدرت به خاندان امپراتوری بود و تنها راه نجات کشور از هرج‌و‌مرج و آشوب را در همین می‌دید. او مردی شجاع و مشهور به درستکاری بود که نیرویی غریب و غیرقابل مقاومت از چشمانش بیرون می‌زد. برای همین بود که دو مرد دیگر، که مردانی جنگجو و دلاور بودند، به حرفهایش اعتماد کردند. سه مرد، تصمیم خود را گرفتند. برای خدایان قربانی کردند و برای شادی مردگان دعا خواندند. بعد برای مبارزه در راه وطن و حمایت از مردم، سوگند خوردند: «ما، لیو بی، گوآن یو و شانگ فی، سوگند می‌خوریم تا دلها و قدرتمان را برای نجات یکدیگر از خطر، مبارزه در راه میهن، و نجات مردم به یکدیگر پیوند بزنیم. می‌دانیم که خداوند ما را در یک روز متولد نکرده، اما سر آن داریم که هر سه در یک روز و در کنار یکدیگر بمیریم. آسمان و زمین را بر این سوگند برادری گواه می‌گیریم. اگر یکی از ما سوگند خود را بشکند، باشد که آسمان و انسانها برای تنبیه او با یکدیگر متحد شوند.»
وقتی سه برادر پیمان برادری می‌بستند، کشور به دو قلمرو تقسیم شده بود. سائو سائو، در شمال، قلمرو «وی» را تأسیس کرده بود و سون چوآن در جنوب قلمرو «وو» را شکل داده بود. سه برادر، توانستند با کمک مشاوری به نام بابی ژوگه لیانگ یا چکا‌کومینگ، یک قلمرو جدید به نام «شو» در غرب چین تأسیس کنند. لیو بی، فرمانروای قلمرو شو بود و برادرانش ژنرالهای ارتش او بودند. دشمن اصلی، سائو سائو بود که لیو بی چندین بار با سون چوآن علیه او متحد شد. قلمرو شو از نظر وسعت، کوچکترینِ این سه قلمرو بود، ولی به خاطر شجاعت سربازان، کاردانی فرماندهان، و نقشه‌های جنگی فوق العادهٔ وزیرش، قدرتمندترینِ این قلمروها هم بود. چیزی که این دوره از تاریخ چین را آنقدر برجسته کرده، ماجرای جنگ‌هایی است که بین سه قلمرو پیش آمد و امروزه هر کدام از آنها به عنوان نمونه‌هایی از هنر استراتژی و تاکتیک، مشهور است. بزرگترین و معروفترین این نبردها، نبرد «پرتگاه سرخ» در کنارهٔ رود زرد بود که آخر سر با آتش گرفتن ناوگان کشتی‌های سائو سائو، لشکر یک میلیون نفری او از لشکر ۱۶۰ هزار نفری لیو بی و سون چوآن شکست خورد. معمولاً یک پای ثابت تمام این ماجراها، ژوگه لیانگ خردمند است. یکی از مشهورترین ماجراهای او، «ترفند شهرِ خالی» است. یک بار خبر رسید که نیروهای سائو سائو دارند به یکی از شهرهای قلمرو شو حمله می‌کنند و غافلگیرانه تا نزدیک شهر هم آمده‌اند. شهر هم نیروی دفاعی کافی نداشت. ژوگه لیانگ ابتدا به بقیه آرامش داد. بعد به همان تعداد کم سربازان، دستور داد لباس مردم عادی بپوشند و در اطراف دروازه به کسب و کار و رفت‌وآمد مشغول شوند. خودش هم چنگ به دست گرفت و بالای دیوار دروازه رفت و نشست به نواختن یک قطعهٔ شاد. فرمانده دشمن، وقتی از پیشقراولانش شنید که ژوگه لیانگ با خیال راحت دارد ساز می‌نوازد و مردم هم کار عادی خودشان را می‌کنند، مطمئن شد که نقشه‌ای در کار است. زیرا همه می‌دانستند که ژوگه لیانگ مرد محتاطی است و تا از تمام جوانب کار مطمئن نباشد، دست به اقدامی نمی‌زند. او هم ترسید و به سپاهیانش گفت: «ژوگه لیانگ دامی برای ما پهن کرده که فقط خدا می‌داند چقدر خطرناک است. اگر جانتان را دوست دارید، همین الان فرار کنید.» به ژوگه لیانگ برای همین کارهایش «اژدهای خفته» لقب داده بودند.
اهمیت عصر سه قلمرو و داستان سه برادر، اما فقط در این جنگ‌ها نیست. درست است که این جنگ‌ها، توسط مردانی شجاع و باهوش پیش می‌رفت و ماجراهایی جذاب و به خاطر ماندنی داشتند، اما جنگ در افسانه سه برادر، ماجرای اصلی نیست. جنگ تنها محملی است برای بروز آن نکته اصلی. زمینه‌ای برای بروز آن حقیقت ناب. در افسانه سه برادر، چیزهای زیادی است که شایستگی معرفی به عنوان نکته اصلی و راز جذابیت را دارد: چیزهایی مثل رفاقت‌های ناب سه برادر که حاضرند برای هم بمیرند، مثل احترامی که دشمنان برای یکدیگر قائلند، مثل آن جایی که گوآن یو به پاس مهمان نوازی، به دشمنش سائو سائو اجازه می‌دهد برود، مثل آن احترام و تواضعی که لیو بی برای متقاعد کردن ژوگه لیانگ خرج می‌کند و چندین بار به دیار او می‌رود، مثل… اما باز می‌توان گفت که نکته اصلی چیز دیگری است، راز اصلی افسانه سه برادر، به رخ کشیدن یک حماسه است. حماسه‌ای که جهان امروز، سخت خالی از آن است و سخت محتاج به آن.

## شخصیت‌ها
- لیو بی، بنیانگذار پادشاهی شو و ملقب به شوان دی
- گوان یو، ملقب به یون چانگ، ژنرال پادشاهی شو و برادر قسم خوردهٔ لیو بی
- شانگ فی، ملقب به ئی دی، ژنرال پادشاهی شو و برادر قسم خورده لیو بی
- بابی جوگه لیانگ، ملقب به کونگ مینگ (اژدهای خفته)، مشاور لیو بی
- شو لینگ، همسر لیو بی
- سائو سائو، ملقب به منگ دی، نخست وزیر سلسله هان و بنیانگذار پادشاهی وی
- شو شو، مشاور سائو سائو
- شیا‌هو دون، ژنرال ارتش سائو سائو
- سون چوان، متحد لیو بی در نبرد صخره سرخ و بنیانگذار پادشاهی وو
- جو یو، ملقب به گونگ جین، مشاور سون چوان و ژنرال پادشاهی وو
- لو بو ، از فرماندهان سلسله هان که به خاطر دیائو چن زیباروی، پدرخواندهٔ خود دونگ جو را کشت.
- دیائو چن، یکی از چهار زیباروی افسانه‌ای چین
- امپراتور شیان، آخرین امپراتور سلسله هان و تحت نفوذ جنگ‌سالار دونگ جو
- دونگ جو، از جنگ‌سالاران ستمگر دودمان هان که بر امپراتور شیان جوان نفوذ کامل داشت و به دست پسرخواندهٔ خود لو بو کشته شد.
- ژو یون از فرماندهان برجسته لیو‌بی بود که برای لیو‌بی و برادرانش فداکاری های زیادی کرد و سر انجام به علت بیماری در گذشت.

## سازندگان و عروسک‌گردان‌ها
کارتون «افسانه سه برادر» یا آنطور که در عنوان اصلی اش است، «افسانهٔ سه قلمرو»، زاییده خلاقیت ژاپنی، از یک داستان چینی است؛ و جالب آنکه تمام کسانی که این افسانه را روایت کرده‌اند، غیر‌ چینی بوده‌اند. نخست، لو گوآن ژونگ (۱۳۳۰ تا ۱۴۰۰م) تایوانی بود که افسانه‌های پراکنده در میان مردم را جمع کرد و کتابی از مجموع آنها نوشت که گفته می‌شود یکی از چهار رمان کلاسیک چین است. این رمان را در قرن جدید، فیلمسازان متعددی به فیلم و کارتون تبدیل کردند که از میان ۱۲ برگردان سینمایی و تلویزیونی آن، تنها یکی متعلق به خود چینی‌ها است و بقیه را ژاپنی‌ها ساخته‌اند. عروسک‌های کارتونی آن را هم ژاپنی‌ها ساخته‌اند. همین‌طور بازی‌های کامپیوتری الهام گرفته از این افسانه، محصول ژاپن است. معمولاً این رمان و فیلم‌ها، کارتون‌ها، بازی‌ها و عروسک‌ها را با اسم ژاپنی آنها، «سانگو کوشی»(Sangokushi) می‌شناسند که تلفظ ژاپنی یک عبارت چینی به معنی «وقایع نگاری سه قلمرو» است. از سانگو کوشی‌های معروف، دو انیمیشن هم هست. اولی نسخهٔ عروسکی داستان است که در خود چین، محبوبیت زیادی دارد و عروسک‌های ساخته شده از روی آن، طرفداران بسیار دارد.
این در فاصله سالهای ۱۹۸۲ تا ۱۹۸۴ به سفارش تلویزیون دولتی ژاپن ساخته شد. کارگردان این مجموعه، یکی از بزرگترین عروسک‌سازان و انیماتورهای ژاپنی، کیهاچیرو کاواموتو است. کاواموتو (متولد ۱۹۲۵)، یکی از شاگردان یرژی ترونکای بزرگ است و اکثر کارهای عروسکی ژاپنی که در تلویزیون ایران به نمایش درآمده‌اند متعلق به کاوا موتوست. کاواموتو تمام کارهایش از جمله افسانهٔ سه برادر را به طریقهٔ stop-motion ساخته و در این روش، شهرتی جهانی دارد. نسخهٔ کارتونی سه برادر را هم یک همشهری کاوا موتو ساخته است. میت سوترو یوکویاما (Mitsuteru yokoyama)، انیماتوری که با کارتون «سالی جادوگر (Sally, the witch)» در جهان شهرت دارد، این کارتون را در سال ۱۹۹۱ ساخت. سفارش کارتون، از کمپانی انیمیشن Toei بود (که بعدها کارتون «دیجیمون» را ساخت) یوکویاما (۱۹۲۴ تا ۲۰۰۴) برای این سریال کارتونی ۴۷ قسمتی، جایزهٔ خلاقیت را از انجمن انیماتورهای ژاپن گرفت. این کارتون (برخلاف نسخهٔ عروسکی) در آمریکا طرفداران زیادی پیدا کرد و برعکس در چین چندان مورد پسند و قبول مردم واقع نشد. مردم چین معتقدند این کارتون، اسطوره را در حد یک داستان کودکان پایین آورده.
| نویسندگان                                    | کارگردانان             | تهیه کنندگان   | موسیقی               | ساخت عروسک                   | عروسک‌گردانان            | عروسک‌گردانان              | عروسک‌گردانان             | عروسک‌گردانان              |
| -------------------------------------------- | ---------------------- | -------------- | -------------------- | ---------------------------- | ----------------------- | ------------------------- | ------------------------ | ------------------------- |
| لو گوآن ژونگ نویسندهٔ نوول عاشقانه سه پادشاهی | مینورو هانافوسا 花房實 | کوبو 久保      | کن کووابارا 桑原研郎 | کیهاچیرو کاواموتو 川本喜八郎 | مانیکو ایتو 伊東万里子  | ایچیکو کوماتسو 小松市子   | کازوکو هایاشی 林和子     | میتسوکو ایکه‌مورا 池村光子 |
| سیگورو اوگاوا 小川英                         | تورو مینه‌گیشی 峯岸透   | هیروشی تا 田弘 |                      |                              | یوشیو تاباتا 田畠嘉雄   | جونکو میتسویی 三井淳子    | کنجی اوئه 大江健司       | میساکو کوییچی 小市みさ子  |
| یاسو تانامی 田波靖男                         |                        |                |                      |                              | فوناتسوکا یوکو 船塚洋子 | کیمیو اوکانو おかの公夫   | اوسامو ساکوما 佐久間治   | یاسوکو کوائوری 桑折康子   |
| میتسو آیمونو 四十物光男                      |                        |                |                      |                              | ایکوئه نانبا 南波郁恵   | آکیرامی یامازاکی 山崎昭見 | کوییچی تاکاهاشی 高橋弘一 |                           |